# Acériculture

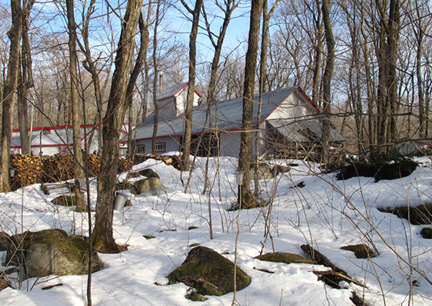
Acériculture à Pont-Rouge au Québec.

Régions au Canada et aux États-Unis où le sirop d'érable peut être produit.

L'acériculture est la culture des érables et, par extension, la transformation de ses produits (sirop d'érable et dérivés).

## Récolte de l'eau d'érable
Les acériculteurs collectent l'eau d'érable (liquide qui contient environ 2 % à 3 % de sucre) essentiellement à la fin de l'hiver ou au début du printemps, la date d'entaillage ayant, selon les années, des répercussions sur la production arécicole. Après l'entaillage et l'insertion d'un chalumeau, la sève est traditionnellement collectée dans un seau de bois (appelé chaudière) avant d'être amenée à la cabane à sucre. Aujourd'hui des seaux en aluminium ou en plastique sont utilisés dans les érablières non industrielles.
L'industrialisation des érablières s'est débarrassée des chaudières au profit de réseaux de tubulures (souvent des tuyaux bleus), qui conduisent l'eau des arbres directement aux réservoirs de la cabane à sucre. L'eau est alors déplacée par gravité ou par un système de vacuum (pompe à vide aspirant l'eau). Ensuite l'osmose inversée est un procédé rapide de concentration de l'eau d'érable (jusqu'à 8 % de sucre) qui permet de gagner du temps et du combustible sur la phase suivante d'évaporation. La concentration est alors achevée dans un évaporateur qui donne le sirop d'érable (solution contenant 66 % de sucre). Si le chauffage se poursuit, le sucre se concentre davantage et on peut obtenir de la tire (83 à 86 %), puis du beurre d'érable (86 à 87 %) et enfin du sucre (88 % et plus).

## Galerie

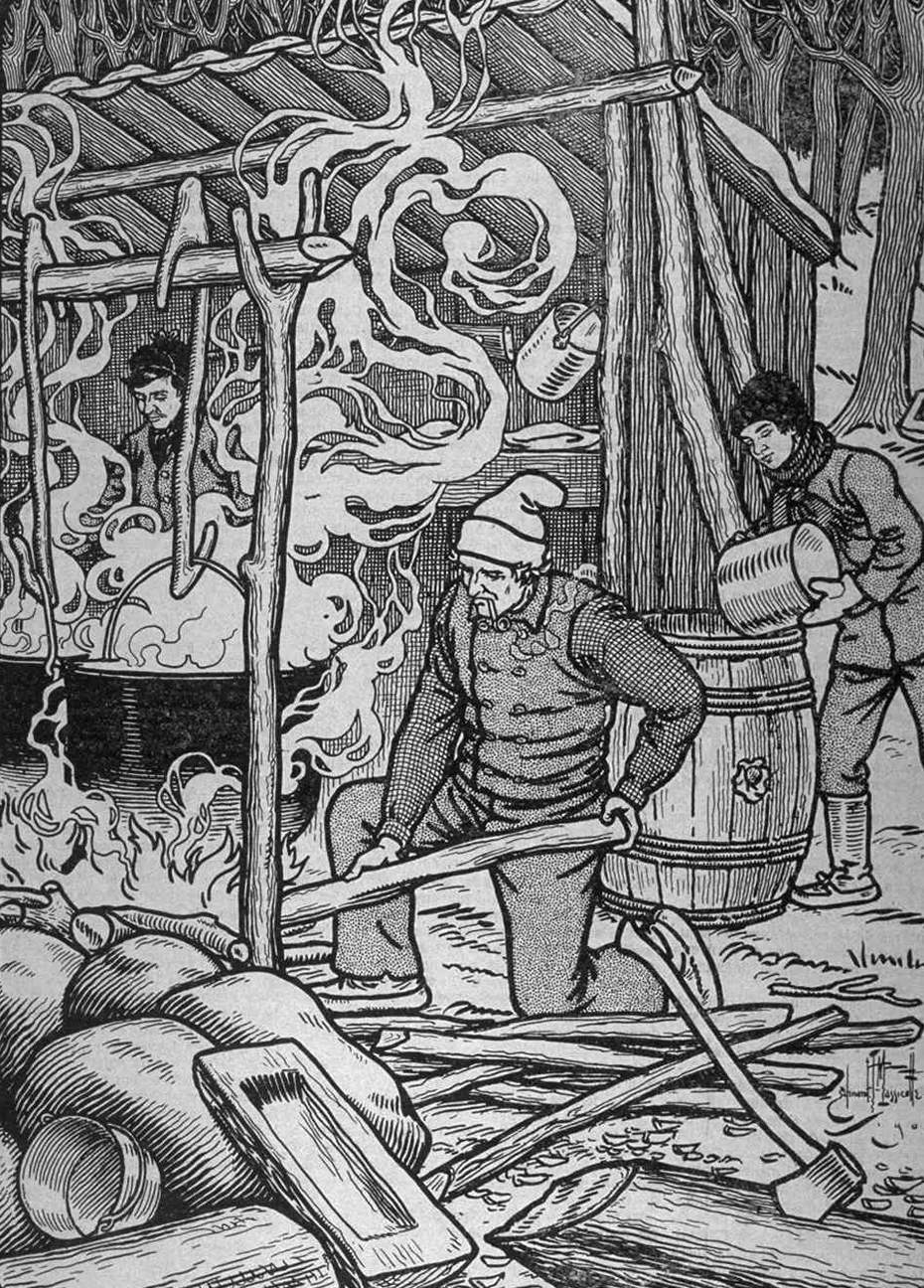
« Les sucres » par Edmond-Joseph Massicotte (1875-1929), gravure de 1903 tirée de L'Album universel, périodique canadien-français.
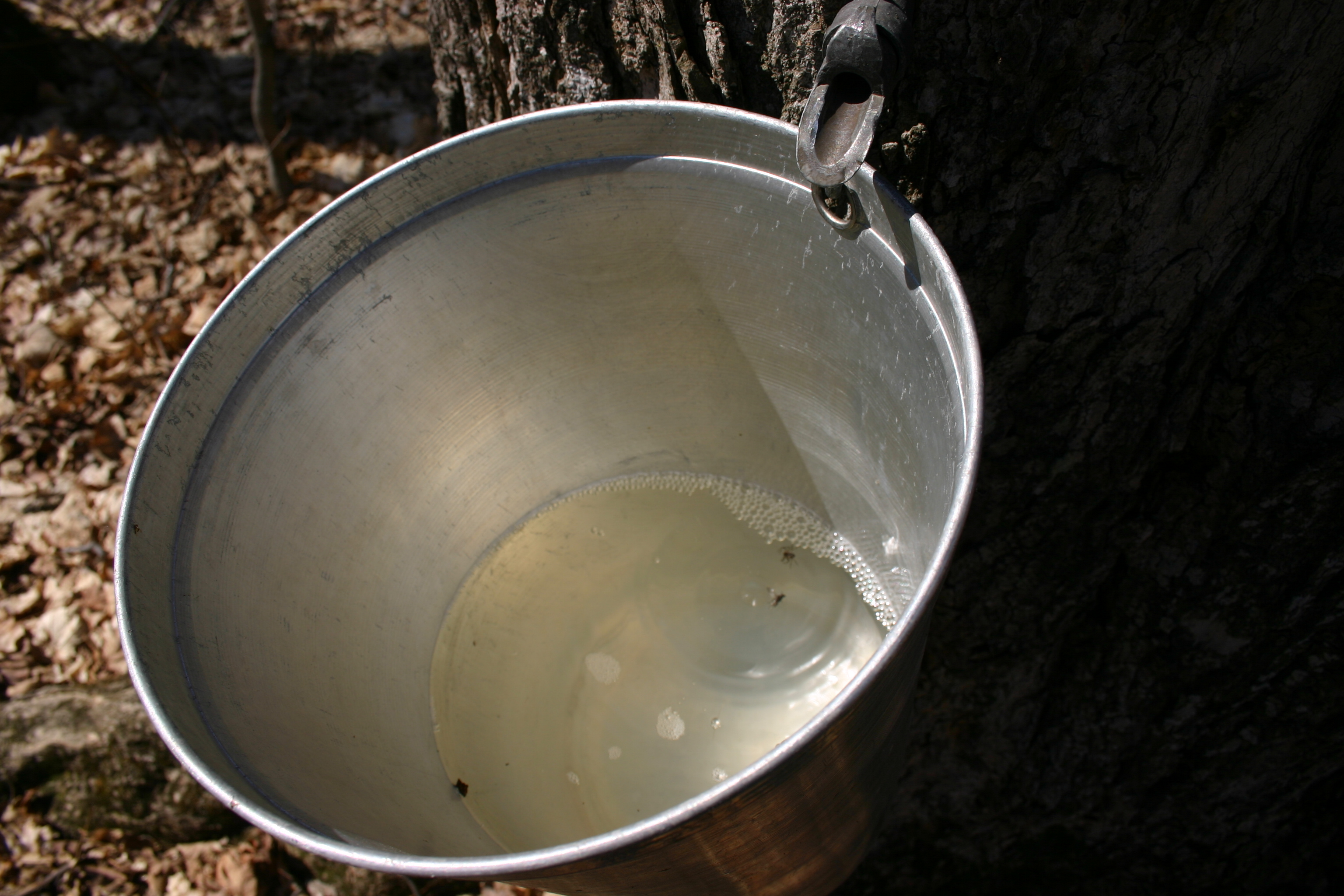
Chaudière d'eau d'érable
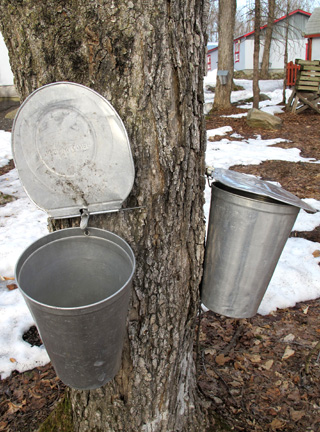
Seaux pour la récolte traditionnelle de l'eau d'érable.
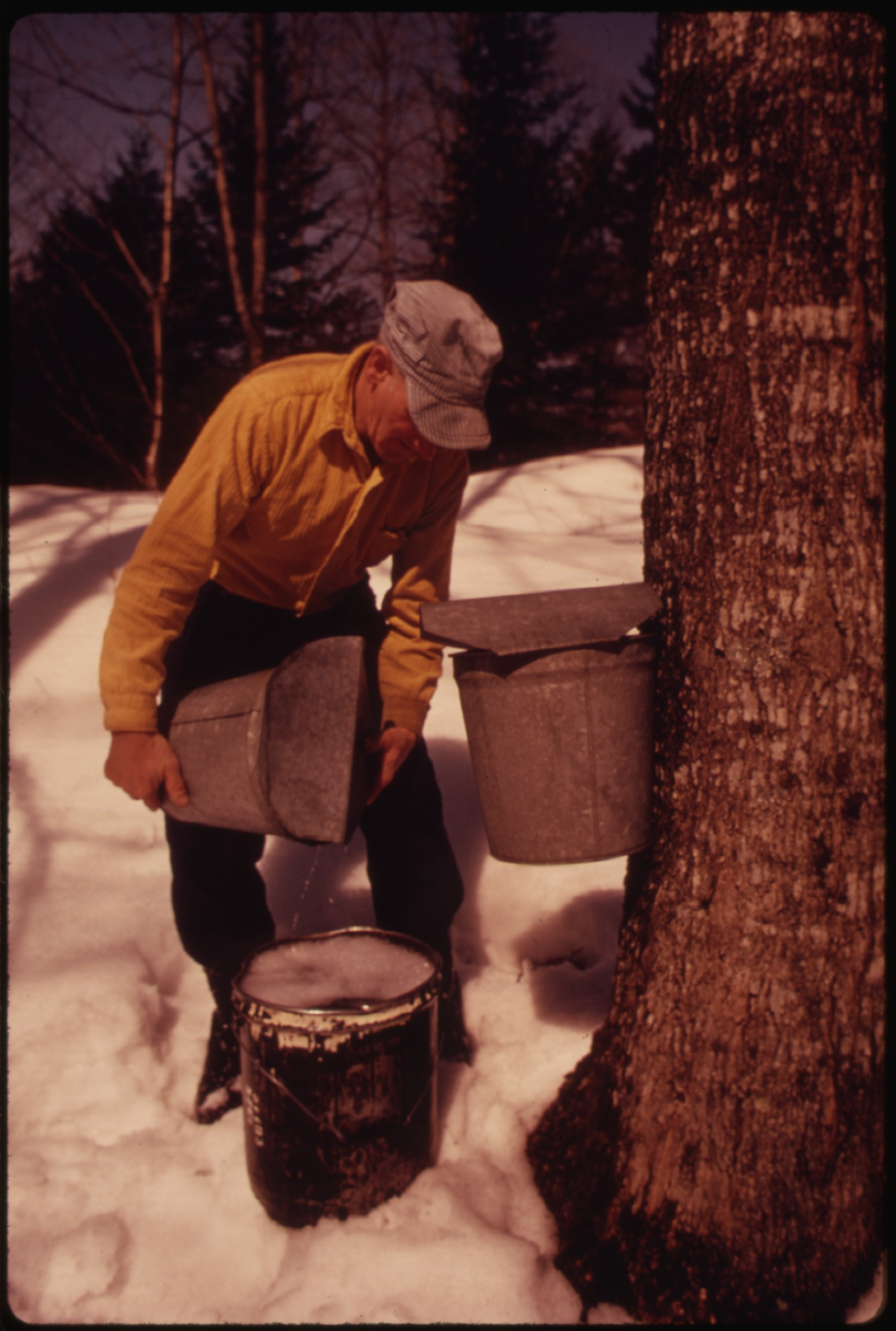
Récolte aux États-Unis, où la méthode est très semblable à celle du Québec.
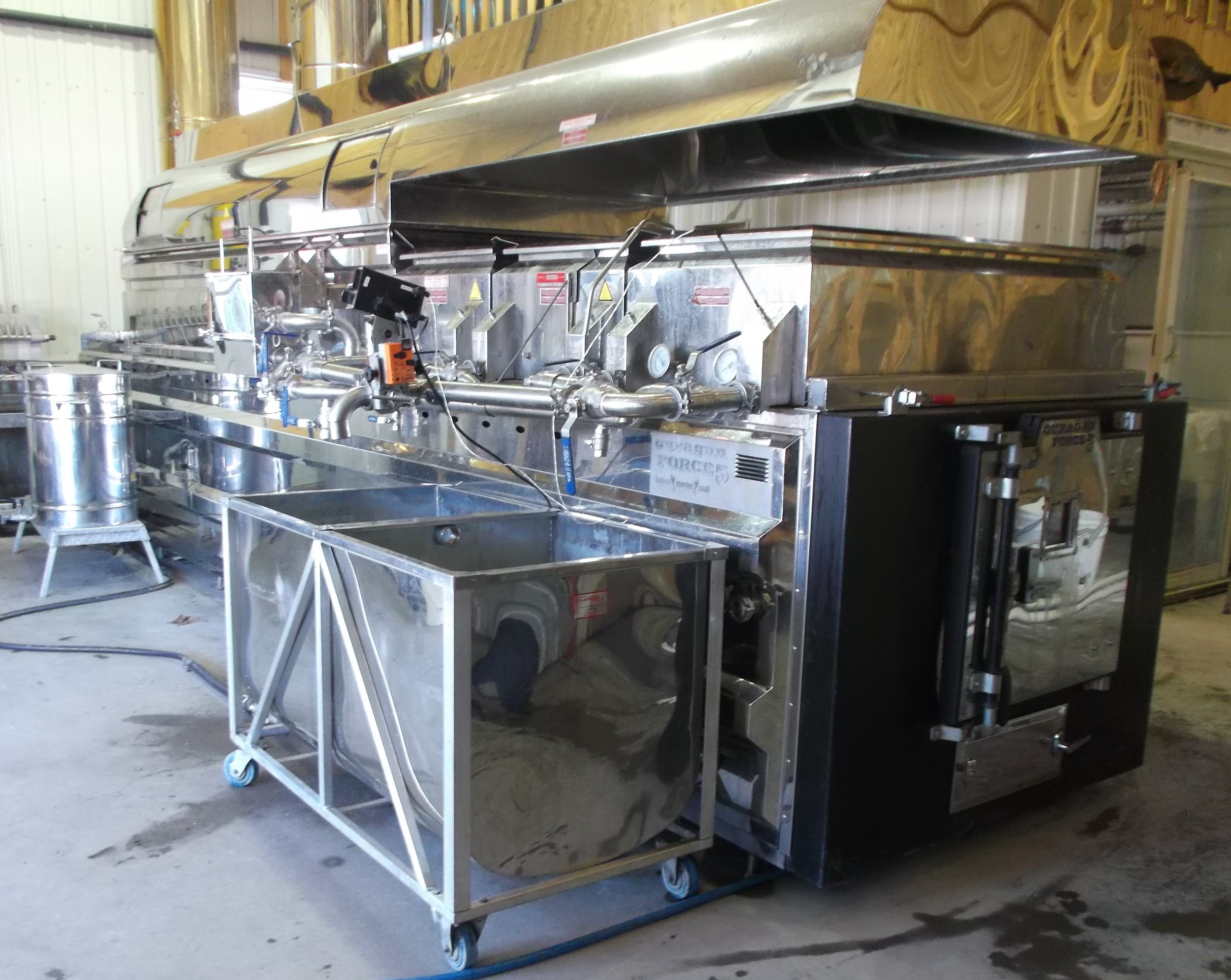
Évaporateur moderne, à osmose inverse puis bouillage.